# Exodeconus integrifolius
Exodeconus integrifolius là loài thực vật có hoa trong họ Cà. Loài này được (Phil.) Axelius mô tả khoa học đầu tiên năm 1994.